# 愛知高速交通

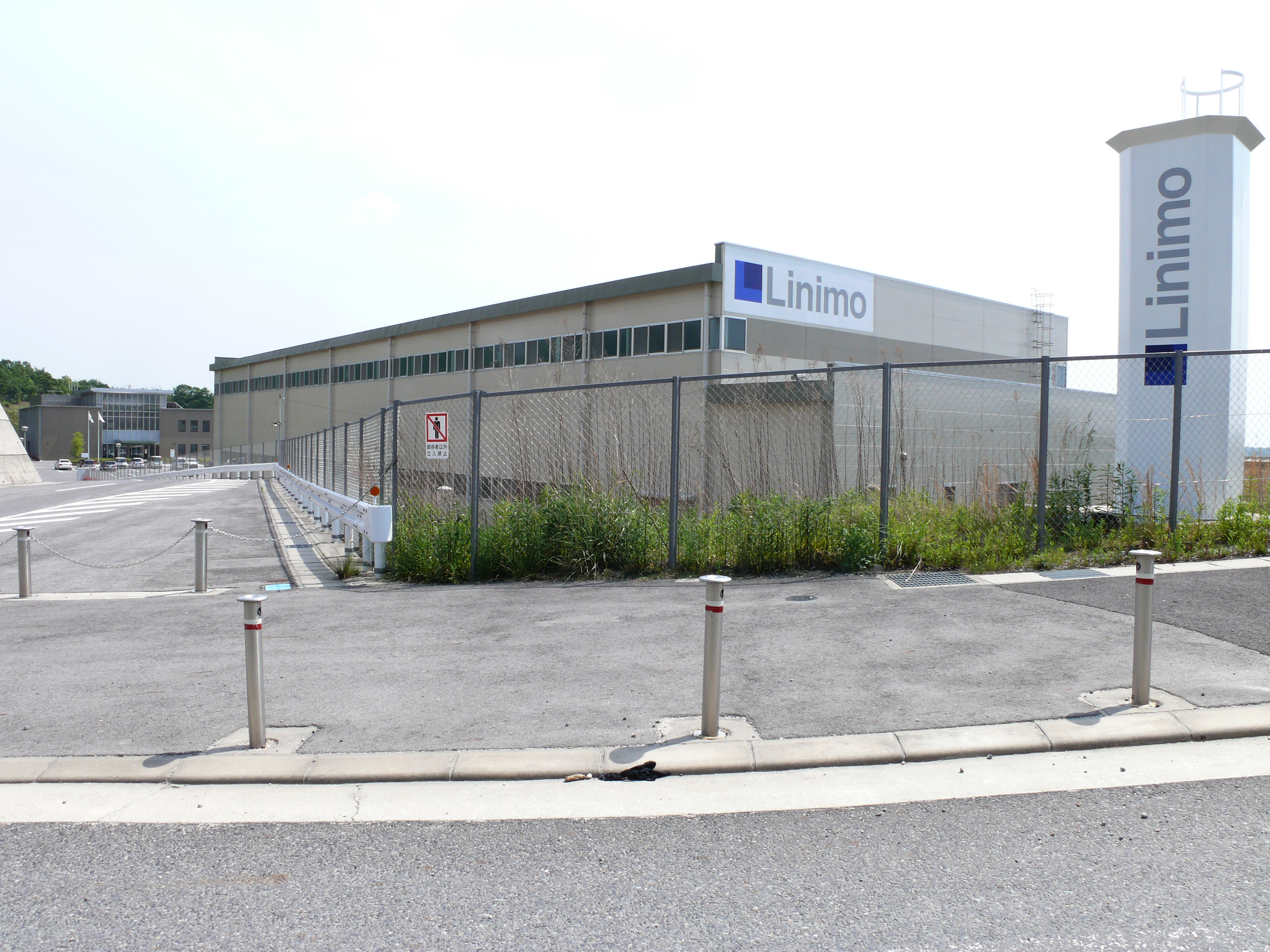
設在長久手市境內的愛知高速交通本社與車輛維修基地

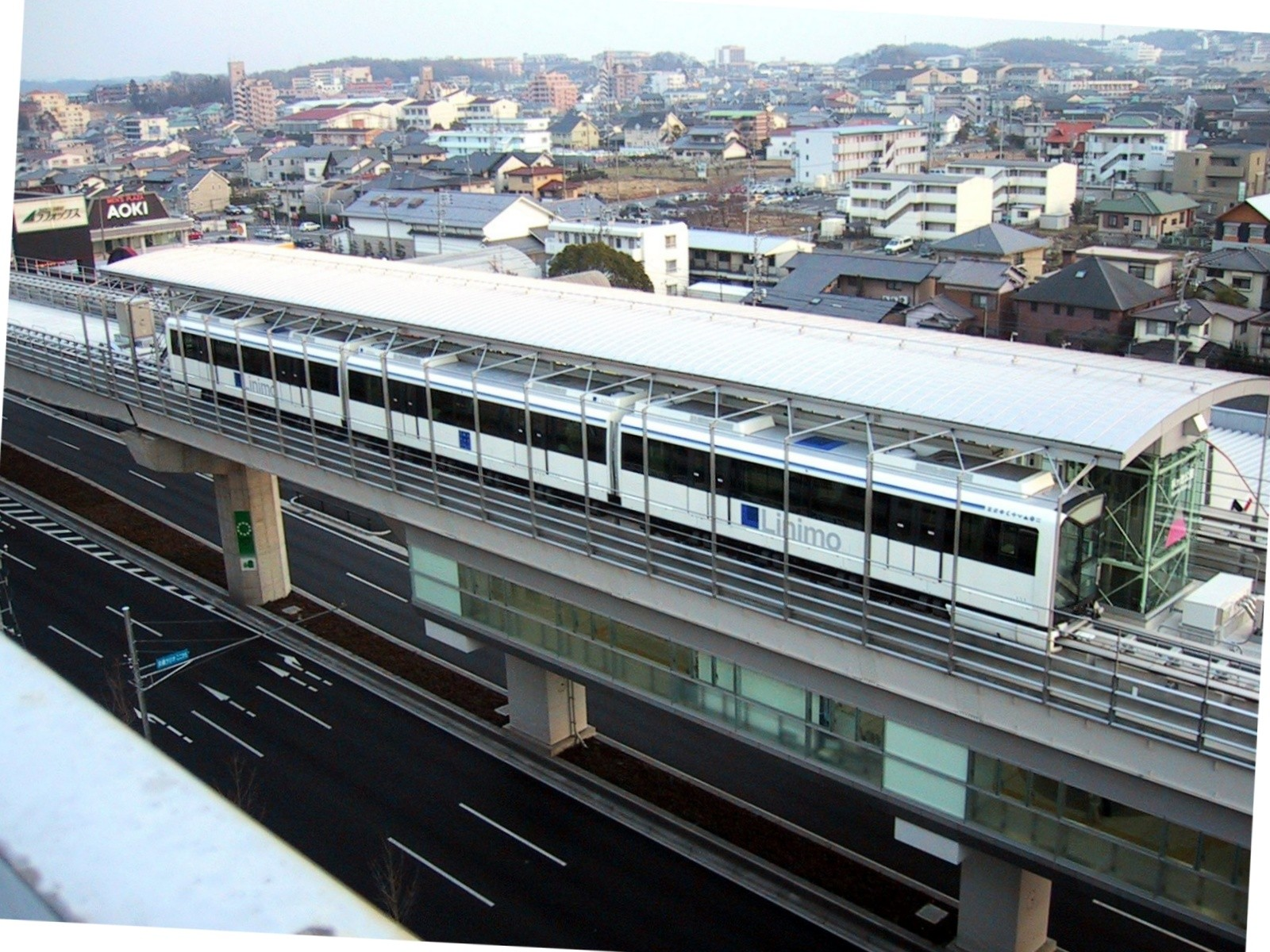
在杁池公園站內停靠的愛知高速交通100型電聯車

愛知高速交通株式會社（日語：愛知高速交通株式会社），簡稱愛知高速交通，是一家總部設在愛知縣長久手市的日本第三部門鐵路業者。愛知高速交通是因應在2005年3月時開展的愛知萬國博覽會，而由活動所在地愛知縣與鐵路沿線所經過的長久手市、名古屋市、豐田市、日進市與瀨戶市等地方自治體，以博覽會結束之後仍會繼續營運為前提，在2000年時出資設立。在組成股東中，愛知縣佔了59.5%的股份，而公司社長也當然是由愛知縣知事兼任。

## 路線
| 中文線名   | 日文線名 | 起點        | 終點        | 距離（公里） |
| ---------- | -------- | ----------- | ----------- | ------------ |
| 東部丘陵線 |          | 藤丘（L01） | 八草（L09） | 8.9          |

愛知高速交通主要是負責通常被暱稱為「Linimo」（リニモ）的東部丘陵線之營運。東部丘陵線是一條連結名古屋市區內藤丘（藤が丘）與豐田市八草、總長8.9公里、使用HSST（High Speed Surface Transport，是日本發展的一種常電導吸引型磁懸浮運輸系統）技術運行的磁浮列車路線，也是世界上最早進行商業運轉的磁浮列車系統之一。該路線是在2005年（平成17年）3月6日，也就是愛知萬博開幕前一個月不到時正式啟用。

## 營運困境
愛知萬博所帶來的大量人潮，讓愛知高速交通在啟用初期擁有不錯的營收，但自活動結束之後的2006年起，運量一落千丈。原本預期需要每日31,000人的平均搭乘量才有辦法達到損益平衡，但通車第二年起每日運量減少至一半不到的15,000人，導致嚴重的收益不足。為了避免公司的運用資金見底導致營運困難，以愛知縣為首的各地方政府股東紛紛編列預算投入，但也同時造成各地方單位的龐大財務負擔。所幸的是雖然需要比預期還長的時間才有辦法達到損益平衡，但東部丘陵線的利用旅客數，每一年都有持續的成長。